# Charles Hamilton Smith
Il tenente colonnello Charles Hamilton Smith (Fiandre Orientali, 26 dicembre 1776 – Plymouth, 21 settembre 1859) è stato un artista, naturalista, antiquario, illustratore, soldato e spia inglese.

## Servizio militare
La sua carriera militare ebbe inizio nel 1787, con gli studi di artiglieria presso l'Accademia Austriaca e di ingegneria a Mechelen e Lovanio, in Belgio. Malgrado il servizio militare, terminato nel 1820 e comprendente tutto il periodo delle guerre napoleoniche, che lo spinse a viaggiare a lungo (nelle Indie Occidentali, in Canada e negli Stati Uniti), trascorse gran parte del suo tempo al tavolo di lavoro in Gran Bretagna. Uno dei suoi molteplici studi riguardò un esperimento, effettuato nel 1800, per determinare quale colore poteva essere impiegato per le uniformi militari. Il maggior impiego delle armi da fuoco, specialmente fucili, favoriva infatti l'impiego di toni spenti, che costituiscono un bersaglio meno visibile - testando la precisione di una compagnia di fucilieri contro bersagli grigi, verdi e rossi, egli dimostrò scientificamente i vantaggi delle uniformi grigie (e, in minor misura, verdi) su quelle rosse utilizzate comunemente all'epoca e consigliò di adottare uniformi grigie per i fucilieri e la fanteria leggera. L'esercito britannico non ascoltò il suo consiglio e il verde divenne il colore associato alla fanteria leggera. Inizialmente inserito nel 60º reggimento di fanteria, Smith si trasferì successivamente al 6°.

## Antiquario, naturalista e illustratore
Prolifico illustratore autodidatta, è noto nei circoli di storia militare per il suo Costume of the Army of the British Empire, prodotto verso la fine delle guerre napoleoniche, che illustra accuratamente le uniformi britanniche del tempo. Come antiquario, produsse inoltre, insieme a Samuel Rush Meyrick, Costume of the Original Inhabitants of the British Islands (1815) e The Ancient Costume of England, con illustrazioni storiche di cavalieri, dame, navi e battaglie medievali. La maggioranza del suo corpus di opere (stimato a più di 38.000 disegni), sebbene non sia stato di carattere militare, passò quasi del tutto nell'oscurità. Oltre a illustrazioni antiquarie di vita civile, sono giunti fino a noi i suoi diari di osservazioni naturalistiche. Scrisse inoltre opere sulla storia della guerra dei Sette Anni e sulla storia naturale dei cani. Smith era di origini fiamminghe; scrisse la parte militare del Marlborough di Cox e molti libri di argomenti militari e di storia naturale.

## Poligenismo
Charles Hamilton Smith credeva nel poligenismo, la teoria secondo la quale le razze umane erano state create separatamente. Nel 1848 pubblicò il libro The Natural History of the Human Species, in cui sosteneva che erano sempre esistiti tre tipi umani fondamentalmente distinti: il caucasico, il mongolico e il nero. Per la stesura di questo libro prese spunti da un'opera simile, scritta in America dal poligenista Samuel George Morton. Il libro di Smith venne in seguito ristampato in America e il naturalista Samuel Kneeland scrisse un'introduzione di 84 pagine a questa edizione, nella quale delineò prove a sostegno della creazione poligenista e sostenne che la Bibbia è interamente compatibile con la presenza di molteplici Adami.